# Tour de França de 1929
El Tour de França de 1929 fou la vint-i-tresena edició del Tour de França i es disputà entre el 30 de juny i el 28 de juliol de 1929, sobre un recorregut de 5.286 km, distribuïts en 22 etapes. La cursa fou guanyada pel belga Maurice de Waele (Alcyon), a una velocitat mitjana de 28,320 km/h, amb quasi tres quarts d'hora sobre el segon classificat, l'italià Giuseppe Pancera (La Rafale). De Waele va guanyar la cursa tot i estar malalt durant la cursa. L'organització del Tour no quedà content amb el resultat, ja que l'equip Alycon era tant potent que havia pogut protegir el seu líder tot i la malaltia i acabar guanyant la cursa. De cara a 1930 es van suprimir els equips comercials i sols quedaren els equips nacionals o regionals.
Victor Fontan, líder de la general i portador del mallot groc, va patir una caiguda als Pirineus durant la desena etapa, en què va trencar la forquilla de la seva bicicleta. Aquell any s'havia recuperat la regla que imposava que un ciclista havia d'acabar una etapa amb la bicicleta amb què l'havia començat. Fontan va haver d'anar casa per casa a la recerca d'una nova bicicleta. Una vegada la va trobar va recórrer 145 quilòmetres a través dels Pirineus amb la bicicleta trencada lligada a l'esquena, abans d'abandonar la cursa entre llàgrimes. Aquesta norma va ser eliminada l'any següent.

## Canvis respecte a l'edició anterior
El 1928 nombroses etapes es van córrer com a contrarellotges per equip, en què els diferents equips prenien la sortida per separat. L'organització del Tour inventà aquesta norma per fer més competitives les etapes planes, però no va tenir l'efecte esperat, ja que el públic es desorientava i no sabia en cap moment qui anava primer. Per això el 1929 la majoria de les etapes es van córrer amb el format normal, excepte les etapes 12, 19 i 20, les etapes en què estava previst que s'anés a menys de 30 km/h.
Les tres posicions de podi van ser ocupades el 1928 per ciclistes de l'equip Alcyon. L'organització del Tour volia que la cursa es corregués de manera individual, per la qual cosa el 1929 no hi havia oficialment equips i els ciclistes estaven dividits en dues categories: la categoria A (ciclistes professionals) i els touriste-routiers (semi-professionals o amateurs).
El 1928 els ciclistes podien rebre ajuda per canviar un pneumàtic punxat, però el 1929 aquesta norma fou eliminada, i són ells mateixos els que l'havien d'arreglar.
Per primera vegada el Tour s'emetrà per la ràdio.

## Participants
155 ciclistes van prendre la sortida en aquesta edició, 53 professionals i 102 en la categoria touriste-routiers, dels quals 60 van acabar la cursa. Nicolas Frantz, que havia guanyat les edicions de 1927 i 1928, era el gran favorit per a la victòria final. L'altre gran favorit era el vencedor de l'edició de 1926, Lucien Buysse.
Com en l'any anterior, hi va prendre part el valencià Salvador Cardona, dins la categoria de professionals.

## Recorregut
Es manté la mateixa estructura de recorregut que l'any anterior, amb 22 etapes i sis etapes de més de 300 quilòmetres, quan l'any anterior havien estat set. Es tornà a recórrer tot el perímetre de França en el sentit contrari a les agulles del rellotge, i com el 1928 se suavitzen les grans etapes de muntanya. Als pirinencs els ciclistes passen per l'Aubisca i el Tourmalet, però no pas per l'Aspin i el Pèira Sorda. Als Alps és l'Izoard el gran oblidat, però no pas el Galibier.
Canes acull el Tour per primera vegada, cosa que permet dividir en dues etapes el recorregut entre Marsella i Niça. Per contra, el recorregut entre Evian i Belfort es fa en un sol dia. Baiona torna a acollir l'etapa, després que el 1928 hagués estat Hendaia la ciutat escollida.

## Desenvolupament de la cursa
En les primeres etapes els ciclistes es van mantenir units. Aimé Dossche guanyà la primera etapa i liderà la cursa durant les dues següents etapes. En la quarta etapa, Maurice de Waele i Louis Delannoy s'escaparen del gran grup. Delannoy guanyà l'etapa, mentre De Waele es va fer amb el liderat de la cursa.
En la setena etapa, De Waele va partir dues punxades i no va poder mantenir-se en el grup capdavanter. Tres ciclistes que anaven en el primer grup van passar a compartir el liderat. En no haver-hi cap regla que preveiés una situació similar als tres ciclistes se'ls va donar un mallot groc en la següent etapa. En la vuitena etapa aquesta situació es va resoldre, ja que Gaston Rebry va agafar el lideratge en solitari.
En la novena etapa, la primera de muntanya, Lucien Buysse, el guanyador del Tour de França de 1926, i ara present al Tour com a "touriste-routier", va passar en primera posició l'Aubisca. En el descens Dewaele i Victor Fontan el van supepar, però Dewaele va patir una punxada que el fa perdre vuit minuts. Per la seva banda Fontan era agafat pel valencià Salvador Cardona, que guanyà l'etapa, la primera d'un ciclista espanyol al Tour. La segona posició de Fontan li va donar el liderat de la cursa.
En la desena etapa Fontan va trencar la forquilla de la seva bicicleta només vuit quilòmetres després de prendre la sortida. Fontan va anar casa per casa a la recerca d'una bicicleta de recanvi. Una vegada la va trobar va recórrer 145 quilòmetres a través dels Pirineus amb la bicicleta trencada lligada a l'esquena, abans d'abandonar la cursa entre llàgrimes. L'abandonament de Fontan tornà el liderat a De Waele.
Una hora abans d'iniciar-se la quinzena etapa, amb el pas pel Galibier, De Waele es va desplomar. L'equip Alcyon va demanar començar l'etapa una hora més tard, la qual cosa va ser concedida. De Waele es va arrossegar literalment fins a la seva bicicleta, i els seus companys d'equip van controlar l'etapa corrent espatlla contra espatlla, ocupant l'ample de la carretera, per impedir els atacs dels seus rivals. En acabar l'etapa De Waele sols va perdre 13 minuts respecte al guanyador de l'etapa, Julien Vervaecke, mantenint el liderat de la general. En la setzena etapa, De Waele es trobà força millor, i només Charles Pélissier recuperà temps. En les darreres etapes De Waele no tingué cap contratemps, i fins i tot va guanyar la 20a etapa, amb final a Malo-les-Bains, i amplià les diferències sobre els immediats perseguidors.
Una vegada finalitzada la cursa Jef Demuysere va rebre 25 minuts de penalització en la classificació general per un avituallament irregular, cosa que li va fer perdre la segona posició en detriment de l'italià Giuseppe Pancera. Cardona finalment acabà en quarta posició, a tan sols 36" del tercer classificat, sent el primer ciclista espanyol en finalitzar entre els deu primers classificats al Tour de França.

## Resultats
En les etapes 12, 19 i 20 els ciclistes començaven l'etapa agrupats per equips. El ciclista que arribava a la meta més ràpid era el guanyador de l'etapa. En les altres etapes tots els ciclistes prenien la sortida simultàniament. Els diferents temps de cada etapa eren sumats per aconseguir la classificació general, guanyada pel ciclista amb menor temps acumulat.

### Etapes
| Etapa | Data         | Recorregut                    | Km  | Vencedor d'etapa               | Líder de la general                                             |
| ----- | ------------ | ----------------------------- | --- | ------------------------------ | --------------------------------------------------------------- |
| 1     | 30 de juny   | París – Caen                  | 206 | Aimé Dossche (BEL)             | Aimé Dossche (BEL)                                              |
| 2     | 1 de juliol  | Caen – Cherbourg              | 140 | André Leducq (FRA)             | Aimé Dossche (BEL)                                              |
| 3     | 2 de juliol  | Cherbourg – Dinan             | 199 | Omer Taverne (BEL)             | Aimé Dossche (BEL)                                              |
| 4     | 3 de juliol  | Dinan – Brest                 | 206 | Louis Delannoy (BEL)           | Maurice Dewaele (BEL)                                           |
| 5     | 4 de juliol  | Brest – Gwened                | 208 | Gustaaf van Slembrouck (BEL)   | Maurice Dewaele (BEL)                                           |
| 6     | 5 de juliol  | Gwened – Les Sables d'Olonne  | 206 | Paul Le Drogo (FRA)            | Maurice Dewaele (BEL)                                           |
| 7     | 6 de juliol  | Les Sables d'Olonne – Bordeus | 285 | Nicolas Frantz (LUX)           | Nicolas Frantz (LUX) · André Leducq (FRA) · Victor Fontan (FRA) |
| 8     | 7 de juliol  | Bordeus – Baiona              | 182 | Julien Moineau (FRA)           | Gaston Rebry (BEL)                                              |
| 9     | 9 de juliol  | Baiona – Luishon              | 363 | Salvador Cardona (ESP)         | Victor Fontan (FRA)                                             |
| 10    | 11 de juliol | Luishon – Perpinyà            | 323 | Jef Demuysere (BEL)            | Maurice Dewaele (BEL)                                           |
| 11    | 13 de juliol | Perpinyà – Marsella           | 366 | André Leducq (FRA)             | Maurice Dewaele (BEL)                                           |
| 12    | 15 de juliol | Marsella – Canes              | 191 | Marcel Bidot (FRA)             | Maurice Dewaele (BEL)                                           |
| 13    | 16 de juliol | Canes – Niça                  | 133 | Benoît Fauré (FRA)             | Maurice Dewaele (BEL)                                           |
| 14    | 18 de juliol | Niça – Grenoble               | 333 | Gaston Rebry (BEL)             | Maurice Dewaele (BEL)                                           |
| 15    | 20 de juliol | Grenoble – Evian              | 329 | Julien Vervaecke (BEL)         | Maurice Dewaele (BEL)                                           |
| 16    | 22 de juliol | Evian – Belfort               | 283 | Charles Pélissier (FRA)        | Maurice Dewaele (BEL)                                           |
| 17    | 23 de juliol | Belfort – Estrasburg          | 145 | André Leducq (FRA)             | Maurice Dewaele (BEL)                                           |
| 18    | 24 de juliol | Estrasburg – Metz             | 165 | André Leducq (FRA)             | Maurice Dewaele (BEL)                                           |
| 19    | 25 de juliol | Metz – Charleville            | 159 | Bernard van Rysselberghe (BEL) | Maurice Dewaele (BEL)                                           |
| 20    | 26 de juliol | Charleville – Malo-les-Bains  | 270 | Maurice Dewaele (BEL)          | Maurice Dewaele (BEL)                                           |
| 21    | 27 de juliol | Malo-les-Bains – Dieppe       | 234 | André Leducq (FRA)             | Maurice Dewaele (BEL)                                           |
| 22    | 28 de juliol | Dieppe – París                | 332 | Nicolas Frantz (LUX)           | Maurice Dewaele (BEL)                                           |

### Classificació final
Durant el Tour de França de 1929 els ciclistes no corren agrupats en equips comercials, però amb tot, els ciclistes del mateix equip s'ajudaven.
| Classificació General | Classificació General  | Classificació General | Classificació General | Classificació General |
| Pos.                  | Ciclista               | Patrocinador          | Temps                 |                       |
| --------------------- | ---------------------- | --------------------- | --------------------- | --------------------- |
| 1                     | Maurice De Waele (BEL) | Alcyon                | 186h 39' 15"          |                       |
| 2                     | Giuseppe Pancera (ITA) | La Rafale             | + 44' 23"             |                       |
| 3                     | Joseph Demuysere (BEL) | Lucifer               | + 57' 10"             |                       |
| 4                     | Salvador Cardona (ESP) | Fontan–Wolber         | + 57' 46"             |                       |
| 5                     | Nicolas Frantz (LUX)   | Alcyon                | + 58' 00"             |                       |
| 6                     | Louis Delannoy (BEL)   | La Française          | + 1h 06' 09"          |                       |
| 7                     | Antonin Magne (FRA)    | Alleluia–Wolber       | + 1h 08' 00"          |                       |
| 8                     | Julien Vervaecke (BEL) | Alcyon                | + 2h 01' 37"          |                       |
| 9                     | Pierre Magne (FRA)     | Alleluia–Wolber       | + 2h 03' 00"          |                       |
| 10                    | Gaston Rebry (BEL)     | Alcyon                | + 2h 17' 49"          |                       |

### Altres classificacions
El diari organitzador de la cursa, L'Auto anomenà Victor Fontan el meilleur grimpeur, el millor escalador. Aquest títol no oficial és el predecessor de la classificació de la muntanya.

## A posteriori
Després que Victor Fontan hagués d'abandonar la cursa en la desena etapa, per culpa d'una avaria mecànica, mentre liderava la cursa, el periodista Louis Delblat va escriure que les normes havien de canviar-se, perquè el Tour no es podia perdre per culpa d'avaries mecàniques. Amb el temps la regla va canviar, però només després que el director del Tour, Henri Desgrange, es retirés.
El format de contrarellotges per equips, que havia estat introduït el 1927 per igualar les forces entre els equips, havia estat un fracàs absolut. El 1930 ja no se'n va disputar cap. Entre 1935 i 1937 se'n van tornar a disputar, però després s'hagué d'esperar a 1954.
Henri Desgrange estava enfadat amb el resultat de la cursa. Ell volia que guanyés el ciclista més fort, i que no fos un tema en què hi tingués a veure un equip al darrere, com així passà. En acabar aquesta edició va anunciar que canviaria dràsticament les regles pel Tour de França de 1930. Va eliminar els equips comercials i els va substituir per equips nacionals.
El vencedor de la cursa, De Waele, mai més tornaria a tenir el nivell de 1929. El 1931 disputaria el seu darrer Tour de França, en què acabà cinquè.